# Liste von Terroranschlägen im Jahr 1982
Die Liste von Terroranschlägen im Jahr 1982 enthält eine unvollständige Auswahl von Terroranschlägen, die im Jahr 1982 passierten. Attentate werden gesondert in der Liste bekannter Attentate behandelt. Die Liste von Sprengstoffanschlägen listet auch nichtterroristische Anschläge. Die Liste von Flugzeugentführungen enthält eine Liste mit meist terroristischem Hintergrund. Im Artikel Rechtsterrorismus werden weitere terroristische Anschläge aufgezählt.

## Erläuterung
In der Spalte Politische Ausrichtung ist die politische bzw. weltanschauliche Einordnung der Täter angegeben: faschistisch, rassistisch, nationalistisch, nationalsozialistisch, sozialistisch, kommunistisch, antiimperialistisch, islamistisch (schiitisch, sunnitisch, deobandisch, salafistisch, wahhabitisch), hinduistisch. Bei vorrangig auf staatliche Unabhängigkeit oder Autonomie zielender Ausrichtung ist autonomistisch vorangestellt, gefolgt von der Region oder der Volksgruppe und ggf. weiteren Merkmalen der Täter: armenisch, irisch (katholisch), kurdisch, tirolisch, tschetschenisch, dagestanisch, punjabisch (sikhistisch), palästinensisch.
Die Opferzahlen der Anschläge werden farbig dargestellt:

Die Zahl bei den Anschlägen getöteter/verletzter Täter ist in Klammern ( ) gesetzt.

## Januar
| Datum/Beginn    | Betroffenes Land | Anschlag                  | Täter                                     | Politische Ausrichtung                  | Mittel                      | Ziel                    | Tote | Verletzte | Hintergrund                   |
| --------------- | ---------------- | ------------------------- | ----------------------------------------- | --------------------------------------- | --------------------------- | ----------------------- | ---- | --------- | ----------------------------- |
| 10. Januar 1982 | Guatemala        | Anschlag in San Marcos    | vermutlich Todesschwadrone                |                                         | Automatische Schusswaffe(n) | Bauern                  | 38   | 0         | Guatemaltekischer Bürgerkrieg |
| 10. Januar 1982 | El Salvador      | Anschlag in San Vicente   | FMLN                                      | marxistisch-leninistisch                | Automatische Schusswaffe(n) | Militäreinheit          | 48   | 0         | Salvadorianischer Bürgerkrieg |
| 11. Januar 1982 | Guatemala        | Anschlag in Quiché        | vermutlich EGP                            | kommunistisch, marxistisch-leninistisch | Automatische Schusswaffe(n) | Militäreinheit          | 24   | 0         | Guatemaltekischer Bürgerkrieg |
| 13. Januar 1982 | Guatemala        | Anschlag in Quiché        |                                           |                                         | Automatische Schusswaffe(n) | Militärpatrouille       | 42   | 0         | Guatemaltekischer Bürgerkrieg |
| 15. Januar 1982 | Deutschland      | Anschlag in West-Berlin   | vermutlich Palästinensische Nationalisten | palästinensisch-nationalistisch         | Sprengsatz                  | Israelisches Restaurant | 1    | 46        |                               |
| 17. Januar 1982 | Guatemala        | Anschlag in Chimaltenango | vermutlich EGP                            | kommunistisch, marxistisch-leninistisch | Automatische Schusswaffe(n) | Militäreinheit          | 23   | 0         | Guatemaltekischer Bürgerkrieg |
| 17. Januar 1982 | Guatemala        | Anschlag in Quiché        | vermutlich EGP                            | kommunistisch, marxistisch-leninistisch | Automatische Schusswaffe(n) | Militäreinheit          | 24   | 0         | Guatemaltekischer Bürgerkrieg |
| 21. Januar 1982 | El Salvador      | Anschlag in Morazán       | FMLN                                      | marxistisch-leninistisch                | Automatische Schusswaffe(n) | Dorf                    | 45   | 0         | Salvadorianischer Bürgerkrieg |

## Februar
| Datum/Beginn     | Betroffenes Land | Anschlag                  | Täter                                               | Politische Ausrichtung                  | Mittel                      | Ziel            | Tote | Verletzte | Hintergrund                   |
| ---------------- | ---------------- | ------------------------- | --------------------------------------------------- | --------------------------------------- | --------------------------- | --------------- | ---- | --------- | ----------------------------- |
| 02. Februar 1982 | El Salvador      | Anschlag in Chalatenango  |                                                     |                                         | Automatische Schusswaffe(n) | Dorf            | 80   | 0         | Salvadorianischer Bürgerkrieg |
| 05. Februar 1982 | Nicaragua        | Anschlag in Chinandega    | FARN                                                |                                         | Automatische Schusswaffe(n) | Militärposten   | 67   | 3         | Contra-Krieg                  |
| 07. Februar 1982 | Syrien           | Anschlag in Hama          |                                                     |                                         | Sprengstoff                 | Militärbus      | 40   | 0         |                               |
| 10. Februar 1982 | Philippinen      | Anschlag in Cotabato City |                                                     |                                         | Sprengstoff, Granate(n)     | Markt           | 1    | 21        |                               |
| 13. Februar 1982 | Libanon          | Anschlag in Sidon         |                                                     |                                         | Sprengstoff                 | PLO-Lager       | 4    | 24        | Libanesischer Bürgerkrieg     |
| 16. Februar 1982 | Guatemala        | Anschlag in Quiché        | vermutlich EGP                                      | kommunistisch, marxistisch-leninistisch | Machete(n)                  | Bauern          | 51   | 0         | Guatemaltekischer Bürgerkrieg |
| 19. Februar 1982 | Indien           | Anschlag in Manipur       | Separatisten                                        | autonomistisch                          |                             | Militär-Lkw     | 20   | 5         | Aufstand im Nordosten Indiens |
| 21. Februar 1982 | El Salvador      | Anschlag in Cabañas       | FMLN                                                | marxistisch-leninistisch                | Automatische Schusswaffe(n) | Militäreinheit  | 24   | 0         | Salvadorianischer Bürgerkrieg |
| 22. Februar 1982 | Iran             | Anschlag in Teheran       |                                                     |                                         | Autobombe, Sprengstoff      | Kaserne         | 26   | 121       |                               |
| 23. Februar 1982 | Libanon          | Anschlag in Beirut        |                                                     |                                         | Autobombe                   | Einkaufsviertel | 7    | 60        | Libanesischer Bürgerkrieg     |
| 27. Februar 1982 | Libanon          | Anschlag in Beirut        | Front for the Liberation of Lebanon from Foreigners |                                         | Autobombe                   | Kontrollpunkt   | 8    | 35        | Libanesischer Bürgerkrieg     |

## März
| Datum/Beginn  | Betroffenes Land       | Anschlag                 | Täter            | Politische Ausrichtung                                               | Mittel                      | Ziel              | Tote | Verletzte | Hintergrund                       |
| ------------- | ---------------------- | ------------------------ | ---------------- | -------------------------------------------------------------------- | --------------------------- | ----------------- | ---- | --------- | --------------------------------- |
| 03. März 1982 | El Salvador            | Anschlag in San Vicente  | FMLN             | marxistisch-leninistisch                                             | Automatische Schusswaffe(n) | Militäreinheit    | 60   | 0         | Salvadorianischer Bürgerkrieg     |
| 10. März 1982 | Kolumbien              | Anschlag in Bogotá       | M-19             | bolivarianistisch, links-nationalistisch, revolutionär-sozialistisch | Autobombe                   | Präsidentenpalast | 1    | 43        | Bewaffneter Konflikt in Kolumbien |
| 10. März 1982 | Guatemala              | Anschlag in Alta Verapaz |                  |                                                                      |                             |                   | 26   | 0         | Guatemaltekischer Bürgerkrieg     |
| 12. März 1982 | El Salvador            | Anschlag in Chalatenango | FMLN             | marxistisch-leninistisch                                             | Automatische Schusswaffe(n) | Militäreinheit    | 30   | 0         | Salvadorianischer Bürgerkrieg     |
| 14. März 1982 | El Salvador            | Anschlag in San Vicente  | FMLN             | marxistisch-leninistisch                                             | Automatische Schusswaffe(n) | Militäreinheit    | 40   | 0         | Salvadorianischer Bürgerkrieg     |
| 15. März 1982 | Vereinigtes Königreich | Anschlag in Banbridge    | IRA              | autonomistisch, irisch-republikanisch, katholisch                    | Autobombe                   | Einkaufszentrum   | 1    | 12        | Nordirlandkonflikt                |
| 26. März 1982 | Libanon                | Anschlag in Beirut       | Asala            | marxistisch-leninistisch                                             | Sprengstoff                 | Kino              | 2    | 20        | Libanesischer Bürgerkrieg         |
| 26. März 1982 | Peru                   | Anschlag in Lima         | Leuchtender Pfad | marxistisch-leninistisch-maoistisch                                  | Automatische Schusswaffe(n) | Militäreinheit    | 20   | 0         | Bewaffneter Konflikt in Peru      |
| 29. März 1982 | Frankreich             | Anschlag in Limoges      | Marxisten        | marxistisch                                                          | Sprengstoff                 | Expresszug        | 5    | 28        |                                   |

## April
| Datum/Beginn   | Betroffenes Land | Anschlag                  | Täter                            | Politische Ausrichtung                                  | Mittel                                     | Ziel              | Tote | Verletzte | Hintergrund                   |
| -------------- | ---------------- | ------------------------- | -------------------------------- | ------------------------------------------------------- | ------------------------------------------ | ----------------- | ---- | --------- | ----------------------------- |
| 05. April 1982 | El Salvador      | Anschlag in San Vicente   |                                  |                                                         | Automatische Schusswaffe(n)                | Militäreinheit    | 22   | 0         | Salvadorianischer Bürgerkrieg |
| 12. April 1982 | Syrien           | Anschlag in Aleppo        | Muslimbrüder                     | sunnitisch-islamistisch, konservativ, antikommunistisch | Sprengstoff                                | Regierungsgebäude | 25   | 0         |                               |
| 16. April 1982 | Guatemala        | Anschlag in Sololá        |                                  |                                                         | Automatische Schusswaffe(n), Brandstiftung | Dorf              | 30   | 0         | Guatemaltekischer Bürgerkrieg |
| 17. April 1982 | Guatemala        | Anschlag in Sololá        |                                  |                                                         | Automatische Schusswaffe(n)                | Militäreinheit    | 30   | 0         | Guatemaltekischer Bürgerkrieg |
| 22. April 1982 | Frankreich       | Anschlag in Paris         | Ilich Ramírez Sánchez („Carlos“) |                                                         | Autobombe                                  | Zeitungsbüro      | 1    | 60        |                               |
| 27. April 1982 | Guatemala        | Anschlag in Chimaltenango |                                  |                                                         | Automatische Schusswaffe(n)                | Bauern            | 20   | 0         | Guatemaltekischer Bürgerkrieg |

## Mai
| Datum/Beginn | Betroffenes Land | Anschlag                                           | Täter                          | Politische Ausrichtung                  | Mittel                      | Ziel                   | Tote | Verletzte | Hintergrund                   |
| ------------ | ---------------- | -------------------------------------------------- | ------------------------------ | --------------------------------------- | --------------------------- | ---------------------- | ---- | --------- | ----------------------------- |
| 07. Mai 1982 | Nicaragua        | Anschlag in Región Autónoma de la Costa Caribe Sur | Contras                        |                                         | Automatische Schusswaffe(n) | Militäreinheit         | 20   | 0         | Contra-Krieg                  |
| 10. Mai 1982 | Philippinen      | Anschlag in Zamboanga City                         | MNLF                           | autonomistisch, föderalistisch          | Sprengstoff                 | Geschäfte              | 4    | 70        | Moro-Konflikt                 |
| 11. Mai 1982 | Guatemala        | Anschlag in Alta Verapaz                           | EGP                            | kommunistisch, marxistisch-leninistisch | Automatische Schusswaffe(n) |                        | 20   | 0         | Guatemaltekischer Bürgerkrieg |
| 13. Mai 1982 | El Salvador      | Anschlag in San Vicente                            |                                |                                         | Automatische Schusswaffe(n) | Militäreinheit         | 22   | 0         | Salvadorianischer Bürgerkrieg |
| 19. Mai 1982 | Guatemala        | Anschlag in Quiché                                 |                                |                                         | Automatische Schusswaffe(n) | Milizionäre (Bauern)   | 26   | 0         | Guatemaltekischer Bürgerkrieg |
| 20. Mai 1982 | Guatemala        | Anschlag in Quiché                                 |                                |                                         | Automatische Schusswaffe(n) | Militäreinheit         | 30   | 0         | Guatemaltekischer Bürgerkrieg |
| 24. Mai 1982 | Libanon          | Anschlag in Beirut                                 | Free Nasserite Revolutionaries |                                         | Autobombe                   | Französische Botschaft | 12   | 27        | Libanesischer Bürgerkrieg     |
| 29. Mai 1982 | USA              | Anschlag in Saint Petersburg                       | Army of God                    | christlich-fundamentalistisch           | Brandstiftung               | Gesundheitszentrum     | 0    | 0         |                               |
| 29. Mai 1982 | USA              | Anschlag in Clearwater                             | Army of God                    | christlich-fundamentalistisch           | Brandstiftung               | Abtreibungsklinik      | 0    | 0         |                               |

## Juni
| Datum/Beginn  | Betroffenes Land | Anschlag                 | Täter       | Politische Ausrichtung        | Mittel                      | Ziel               | Tote | Verletzte | Hintergrund                   |
| ------------- | ---------------- | ------------------------ | ----------- | ----------------------------- | --------------------------- | ------------------ | ---- | --------- | ----------------------------- |
| 06. Juni 1982 | USA              | Anschlag in Falls Church | Army of God | christlich-fundamentalistisch | 6 Rohrbomben                | Gesundheitszentrum | 0    | 0         |                               |
| 08. Juni 1982 | Guatemala        | Anschlag in Alta Verapaz |             |                               | Automatische Schusswaffe(n) | Bauern             | 23   | 0         | Guatemaltekischer Bürgerkrieg |
| 09. Juni 1982 | Indien           | Anschlag in Guwahati     |             |                               | Sprengstoff                 | Markt              | 19   | 50        |                               |
| 14. Juni 1982 | Guatemala        | Anschlag in Quiché       |             |                               | Automatische Schusswaffe(n) | Bauern             | 100  | 35        | Guatemaltekischer Bürgerkrieg |
| 26. Juni 1982 | El Salvador      | Anschlag in Chalatenango | FMLN, FDR   | marxistisch-leninistisch      | Automatische Schusswaffe(n) | Dorf               | 21   | 0         | Salvadorianischer Bürgerkrieg |

## Juli
| Datum/Beginn  | Betroffenes Land       | Anschlag                       | Täter                       | Politische Ausrichtung                             | Mittel                      | Ziel                                                | Tote | Verletzte | Hintergrund                   |
| ------------- | ---------------------- | ------------------------------ | --------------------------- | -------------------------------------------------- | --------------------------- | --------------------------------------------------- | ---- | --------- | ----------------------------- |
| 05. Juli 1982 | Guatemala              | Anschlag in Quiché             |                             |                                                    | Automatische Schusswaffe(n) | Militäreinheit                                      | 39   | 0         | Guatemaltekischer Bürgerkrieg |
| 05. Juli 1982 | Katar                  | Anschlag in Doha               | Palästinenser               |                                                    | Brandstiftung               | US-Botschaft                                        | 1    | 0         |                               |
| 17. Juli 1982 | Guatemala              | Anschlag in Chimaltenango      |                             |                                                    | Automatische Schusswaffe(n) | Dorf, Bauern                                        | 42   | 0         | Guatemaltekischer Bürgerkrieg |
| 20. Juli 1982 | Italien                | Anschlag in Vicenza            | Gruppe Ludwig               | rechtsextremistisch, katholisch-fundamentalistisch | Hammer                      | Mönche der Communita del Sanctuario di Monte Berico | 2    | 0         |                               |
| 20. Juli 1982 | Vereinigtes Königreich | Anschlag in London             | PIRA                        | autonomistisch, irisch-katholisch                  | Sprengstoff                 | Parks                                               | 11   | 50        |                               |
| 23. Juli 1982 | Simbabwe               | Anschlag in Matabeleland North | Anti-Regierungs-Extremisten | regierungsfeindlich                                | Entführung                  | US-Touristen                                        | 6    | 0         |                               |
| 24. Juli 1982 | Guatemala              | Anschlag in Baja Verapaz       |                             |                                                    | Automatische Schusswaffe(n) | Militäreinheit                                      | 41   | 0         | Guatemaltekischer Bürgerkrieg |
| 24. Juli 1982 | Simbabwe               | Anschlag in Matabeleland South | Joshua-Nkomo-Unterstützer   |                                                    | Schusswaffen                | Hotel                                               | 1    | 0         |                               |
| 28. Juli 1982 | Guatemala              | Anschlag in Huehuetenango      |                             |                                                    | Automatische Schusswaffe(n) | Bauern                                              | 22   | 0         | Guatemaltekischer Bürgerkrieg |
| 29. Juli 1982 | El Salvador            | Anschlag in Usulután           | FMLN                        | marxistisch-leninistisch                           | Automatische Schusswaffe(n) | Militäreinheit                                      | 23   | 0         | Salvadorianischer Bürgerkrieg |
| 31. Juli 1982 | Deutschland            | Anschlag in München            |                             |                                                    | Sprengstoff                 | Flughafen                                           | 0    | 7         |                               |

## August
| Datum/Beginn    | Betroffenes Land | Anschlag                  | Täter                  | Politische Ausrichtung              | Mittel                                             | Ziel                      | Tote     | Verletzte | Hintergrund                           |
| --------------- | ---------------- | ------------------------- | ---------------------- | ----------------------------------- | -------------------------------------------------- | ------------------------- | -------- | --------- | ------------------------------------- |
| 01. August 1982 | Irak             | Anschlag in Bagdad        |                        |                                     | Autobombe                                          | Planungsministerium       | 20       | 138       |                                       |
| 07. August 1982 | Türkei           | Anschlag in Ankara        | Asala                  | marxistisch-leninistisch            | Sprengsatz, Automatische Schusswaffen, Geiselnahme | Flughafen Ankara-Esenboğa | 9 (+1)   | 72 (+1)   |                                       |
| 09. August 1982 | Frankreich       | Anschlag in Paris         | Abu-Nidal-Organisation | autonomistisch-palästinensisch      | Schusswaffe(n), Sprengstoff                        | Jüdisches Restaurant      | 6        | 22        | Israelisch-Palästinensischer Konflikt |
| 11. August 1982 |                  | Pan Am-Flug 830           | 15 May Organization    | autonomistisch-palästinensisch      | Sprengsatz                                         | Flugzeug                  | 1        | 16        | Israelisch-Palästinensischer Konflikt |
| 16. August 1982 | Guatemala        | Anschlag in Chimaltenango |                        |                                     | Automatische Schusswaffe(n)                        | Militäreinheit            | 22       | 0         | Guatemaltekischer Bürgerkrieg         |
| 20. August 1982 | El Salvador      | Anschlag in San Vicente   | FMLN                   | marxistisch-leninistisch            | Automatische Schusswaffe(n)                        | Militäreinheit            | 30       | 0         | Salvadorianischer Bürgerkrieg         |
| 22. August 1982 | Peru             | Anschlag in Ayacucho      | Leuchtender Pfad       | marxistisch-leninistisch-maoistisch | Automatische Schusswaffe(n), Sprengstoff           | Polizeiaußenposten        | 21 (+20) | 3         | Bewaffneter Konflikt in Peru          |

## September
| Datum/Beginn       | Betroffenes Land | Anschlag                      | Täter                        | Politische Ausrichtung                   | Mittel                      | Ziel                 | Tote | Verletzte | Hintergrund                   |
| ------------------ | ---------------- | ----------------------------- | ---------------------------- | ---------------------------------------- | --------------------------- | -------------------- | ---- | --------- | ----------------------------- |
| 06. September 1982 | Iran             | Anschlag in Teheran           | vermutlich Volksmudschahedin | islamisch-marxistisch                    | Autobombe                   | Einkaufszentrum      | 20   | 100       |                               |
| 14. September 1982 | Spanien          | Anschlag in Errenteria        | ETA                          | autonomistisch, baskisch-nationalistisch | Schusswaffe(n)              | Guardia-Civil-Beamte | 4    | 1         | ETA-Konflikt                  |
| 17. September 1982 | El Salvador      | Anschlag in San Miguel        |                              |                                          | Schusswaffen, Brandstiftung | Dorf                 | 20   | 0         | Salvadorianischer Bürgerkrieg |
| 20. September 1982 | Iran             | Anschlag in Teheran           |                              |                                          | Sprengsatz                  | Bushaltestelle       | 1    | 20        |                               |
| 27. September 1982 | Deutschland      | Anschlag in Frankfurt am Main |                              |                                          | Sprengstoff                 | Reisebüro            | 1    | 1         |                               |
| 29. September 1982 | Guatemala        | Anschlag in Chimaltenango     |                              |                                          | Automatische Schusswaffe(n) | Militäreinheit       | 27   |           | Guatemaltekischer Bürgerkrieg |

## Oktober
| Datum/Beginn     | Betroffenes Land | Anschlag                | Täter                  | Politische Ausrichtung                                        | Mittel                                                         | Ziel             | Tote | Verletzte | Hintergrund                           |
| ---------------- | ---------------- | ----------------------- | ---------------------- | ------------------------------------------------------------- | -------------------------------------------------------------- | ---------------- | ---- | --------- | ------------------------------------- |
| 01. Oktober 1982 | Iran             | Anschlag in Teheran     |                        |                                                               | Autobombe                                                      |                  | 60   | 700       |                                       |
| 03. Oktober 1982 | Libanon          | Anschlag in Libanonberg |                        |                                                               | Panzerfäuste, Automatische Schusswaffen, Granaten, Sprengstoff | Soldaten in Bus  | 6    | 22        | Libanesischer Bürgerkrieg             |
| 04. Oktober 1982 | Venezuela        | Anschlag in Anzoátegui  | Red Flag               | kommunistisch, marxistisch-leninistisch, anti-revisionistisch | Automatische Schusswaffe(n)                                    | Militäreinheit   | 26   | 0         |                                       |
| 09. Oktober 1982 | Italien          | Anschlag in Rom         | Abu-Nidal-Organisation | autonomistisch-palästinensisch                                | Granaten, Maschinenpistolen                                    | Synagoge         | 1    | 37        | Israelisch-Palästinensischer Konflikt |
| 17. Oktober 1982 | El Salvador      | Anschlag in Usulután    | FMLN                   | marxistisch-leninistisch                                      | Automatische Schusswaffe(n)                                    | Militäreinheit   | 20   |           | Salvadorianischer Bürgerkrieg         |
| 23. Oktober 1982 | El Salvador      | Anschlag in Cabañas     | FMLN                   | marxistisch-leninistisch                                      | Automatische Schusswaffe(n)                                    | Militäreinheit   | 50   |           | Salvadorianischer Bürgerkrieg         |
| 26. Oktober 1982 | El Salvador      | Anschlag in San Miguel  | FMLN                   | marxistisch-leninistisch                                      | Automatische Schusswaffe(n)                                    | Militäreinheiten | 124  |           | Salvadorianischer Bürgerkrieg         |
| 26. Oktober 1982 | Indien           | Anschlag in Amritsar    |                        |                                                               | Sprengstoff                                                    | Sikh-Tempel      | 1    | 35        |                                       |
| 27. Oktober 1982 | El Salvador      | Anschlag in Cabañas     | FMLN                   | marxistisch-leninistisch                                      | Automatische Schusswaffe(n)                                    | Militäreinheit   | 76   |           | Salvadorianischer Bürgerkrieg         |

## November
| Datum/Beginn      | Betroffenes Land | Anschlag               | Täter                    | Politische Ausrichtung                                                                       | Mittel                                   | Ziel                              | Tote    | Verletzte | Hintergrund                       |
| ----------------- | ---------------- | ---------------------- | ------------------------ | -------------------------------------------------------------------------------------------- | ---------------------------------------- | --------------------------------- | ------- | --------- | --------------------------------- |
| 03. November 1982 | Deutschland      | Anschlag in Köln       | Devrimci Sol             | marxistisch-sozialistisch                                                                    | Geiselnahme                              | Türkisches Generalkonsulat        | 0       | 7         |                                   |
| 03. November 1982 | Deutschland      | Geiselnahme in Köln    | Devrimci Sol             | kommunistisch, türkisch-sozialistisch                                                        | Schusswaffen                             | Türkisches Generalkonsulat        | 0       | 0         |                                   |
| 11. November 1982 | Libanon Israel   | Anschlag in Tyros      | Ahmad Qassir (Hisbollah) | islamisch-nationalistisch, antizionistisch, antiimperialistisch, antiwestlich, antisemitisch | Selbstmordattentäter mit Autobombe       | Israelisches Militärhauptquartier | 89 (+1) | 55        | Libanesischer Bürgerkrieg         |
| 16. November 1982 | Kolumbien        | Anschlag in Antioquia  | M-19                     | bolivarianistisch, links-nationalistisch, revolutionär-sozialistisch                         | Automatische Schusswaffe(n)              | Dorf                              | 20      | 0         | Bewaffneter Konflikt in Kolumbien |
| 30. November 1982 | El Salvador      | Anschlag in San Miguel | FMLN                     | marxistisch-leninistisch                                                                     | Automatische Schusswaffe(n), Sprengstoff | Zug                               | 24      | 6         | Salvadorianischer Bürgerkrieg     |

## Dezember
| Datum/Beginn      | Betroffenes Land       | Anschlag                 | Täter                                         | Politische Ausrichtung                                                                 | Mittel                      | Ziel                                          | Tote | Verletzte | Hintergrund                           |
| ----------------- | ---------------------- | ------------------------ | --------------------------------------------- | -------------------------------------------------------------------------------------- | --------------------------- | --------------------------------------------- | ---- | --------- | ------------------------------------- |
| 02. Dezember 1982 | Thailand               | Anschlag in Bangkok      | vermutlich Movement of Islamic Action of Iraq |                                                                                        | Sprengstoff                 | Ehemaliges irakisches Konsulat                | 1    | 20        |                                       |
| 05. Dezember 1982 | El Salvador            | Anschlag in La Unión     | FMLN                                          | marxistisch-leninistisch                                                               | Automatische Schusswaffe(n) | Militärkonvoi                                 | 32   |           | Salvadorianischer Bürgerkrieg         |
| 06. Dezember 1982 | Vereinigtes Königreich | Anschlag in Londonderry  | INLA                                          | autonomistisch, irisch-republikanisch, links-nationalistisch, marxistisch-leninistisch | Sprengstoff                 | Diskothek                                     | 16   | 66        | Nordirlandkonflikt                    |
| 06. Dezember 1982 | El Salvador            | Anschlag in Morazán      | FMLN                                          | marxistisch-leninistisch                                                               | Automatische Schusswaffe(n) | Militäreinheit                                | 100  |           | Salvadorianischer Bürgerkrieg         |
| 10. Dezember 1982 | El Salvador            | Anschlag in San Vicente  | FMLN                                          | marxistisch-leninistisch                                                               | Automatische Schusswaffe(n) | Dorf                                          | 23   |           | Salvadorianischer Bürgerkrieg         |
| 14. Dezember 1982 | Deutschland            | Anschlag in Butzbach     |                                               |                                                                                        | Sprengstoff                 | US-Militärfahrzeug                            | 0    | 1         |                                       |
| 15. Dezember 1982 | Irak                   | Anschlag in Bagdad       | Martyr Abu Ja'far Group                       |                                                                                        | Autobombe                   | Nachrichtenagentur                            | 76   |           |                                       |
| 15. Dezember 1982 | Südafrika              | Anschlag in Bloemfontein |                                               |                                                                                        | Sprengstoff                 | Regierungsgebäude                             | 1    | 70        |                                       |
| 15. Dezember 1982 | Deutschland            | Anschlag in Darmstadt    |                                               |                                                                                        | Sprengstoff                 | US-Militärfahrzeug                            | 0    | 1         |                                       |
| 18. Dezember 1982 | El Salvador            | Anschlag in San Salvador | FMLN                                          | marxistisch-leninistisch                                                               | Automatische Schusswaffe(n) | Militäreinheit                                | 33   |           | Salvadorianischer Bürgerkrieg         |
| 23. Dezember 1982 | Australien             | Anschlag in Sydney       | PLO                                           | autonomistisch, palästinensisch-nationalistisch                                        | 2 Sprengsätze               | Israelisches Konsulat, jüdischer Fußball-Club | 0    | 3         | Israelisch-Palästinensischer Konflikt |
| 24. Dezember 1982 | Simbabwe               | Anschlag in Bulawayo     | Joshua-Nkomo-Unterstützer                     |                                                                                        | Schusswaffen                | Verkehr                                       | 3    | 0         |                                       |
| 26. Dezember 1982 | Philippinen            | Anschlag in Pagadian     |                                               |                                                                                        | Sprengstoff                 | Schiff                                        | 6    | 70        |                                       |
| 26. Dezember 1982 | Philippinen            | Anschlag in Pagadian     | vermutlich Muslimische Guerillas              |                                                                                        | Sprengstoff                 | Markt                                         | 3    | 33        | Moro-Konflikt                         |